# Офіс (телесеріал, США)
«Офіс» (англ. The Office US) — американський комедійний серіал каналу NBC. Це адаптація однойменного британського серіалу каналу BBC. «Офіс» був адаптований для американських глядачів Грегом Деніелсом, який до того багато років працював у складі сценаристів «Суботнього вечора в прямому ефірі», а також «Король гори» та «Сімпсони». Серіал продюсує Deedle-Dee Productions Деніелса, Shine America та Universal Television. Першими виконавчими продюсерами були Деніелс, Говард Кляйн, Бен Сільверман, Рікі Джервейс та Стівен Мерчант, пізніше до цього списку приєдналось ще декілька осіб.
Серіал розказує про життя працівників офісу компанії паперу Dunder Mifflin у Скрентоні, Пенсільванія. Щоб як найближче створити ефект документального фільму серіал знімають лише одною камерою, без глядачів та консервованого сміху, як це часто роблять у сіткомах. Серіал дебютував у березні 2005 року на каналі NBC, та у ньому знімались такі актори як Стів Карелл, Рейн Вілсон, Джон Кразінські, Дженна Фішер, Бі Джей Новак, а пізніше до основного складу додали й Еда Гелмса. Головним героєм телесеріалу «Офіс» був Майкл Скотт, якого грав Стів Каррелл, але він залишив проєкт наприкінці сьомого сезону шоу. Починаючи з 2005 року серіал випустив 176 епізодів у 8 сезонах. Шоу було відновлено на останній дев'ятий сезон.
«Офіс» отримав дуже добрі відгуки від критиків і був багаторазово включений у списки найкращих серіалів на телебаченні, а також виграв декілька нагород, включаючи чотири Еммі, одна з яких за найкращий комедійний серіал у 2006 році. Серіал спочатку не мав високих рейтингів серед глядачів, але вже під час другого сезону «Офіс» став найуспішнішим серіалом на каналі NBC і його було обрано пустити в ефір після Super Bowl XLIII. Наприкінці 2007 року серіал почали купляти інші канали, такі як TBS та канали, які належать Fox у США.

## Розробка та виготовлення

### Команда
Список головних шефів шоу
- Сезон 1-4: Грег Деніелс
- Сезон 5-6: Пол Ліберштайн та Дженніфер Целотта
- Сезон 7-8: Пол Ліберштайн
- Сезон 9: Грег Деніелс

Грег Деніелс був головним босом шоу впродовж чотирьох сезонів серіалу й адаптував його для американських глядачів. Він пізніше був змушений покинути шоу заради «Парки та зони відпочинку» і часто міняв свій розклад між двома серіалами. Пол Ліберштайн та Дженніфер Целотта стали головними під час п'ятого сезону серіалу. Целотта покинула серіал після шостого сезону і Ліберштайн залишився головним на наступні два сезони. Він залишив серіал для того, щоб розробити серіал для Двайта Шрута Ферма. Деніелс має знову зайняти свою минулу посаду для дев'ятого сезону, як пише The New York Times. Даніель Чун є головним сценаристом серіалу, проте він недавно підписав контракт з ABC, що цілком може означати, що він покине шоу. Іншими виконавчими продюсерами серіалу є його актори Бі Джей Новак та Мінді Колінг. Колінг, Новак, Деніелс, Ліберштайн та колишній сценарист серіалу Майкл Шур були першими сценаристами «Офіс». Колінг написала 24 епізоди, що зробило її найбільш успішним сценаристом на шоу. Рікі Джервейс та Стівен Мерчант, які створили оригінальну версію серіалу є включені до списку виконавчих продюсерів і написали перший епізод першого сезону та епізод «The Convict» третього сезону. Мерчантт також став режисером епізоду «Customer Survey», а Джервейс з'явився в епізодах «The Seminar» та «Search Committee».
Рендал Айнгорн був режисером серіалу найбільше разів — 15 епізодів. Режисерами деяких епізодів стали декілька відомих режисерів, включаючи творців серіалів «Загублені» Джефрі Джейкоб Абрамс та «Баффі — переможниця вампірів» Джос Відон, які обоє є фанами шоу. Декілька сценаристів та акторів серіалу також стали режисерами певних епізодів. Серед них — Стів Карелл, Джон Кразінські, Рейн Вілсон та Ед Гелмс.

### Розробка та сценарій
Перед тим, як другий епізод вийшов у світ, сценаристи досліджували різні офіси. Цей процес також був використаний для розробки інших проектів Деніелса «Король гори» та «Парки та зони відпочинку». Перший епізод був точною адаптацією британської версії. Деніелс вирішив піти цим шляхом, оскільки «початки з нічого було б дуже ризиковано», оскільки шоу є адаптацією. Він роздумував над ідеєю вжити епізод «The Dundies» як перший. Після того, як сценаристи дізналися, хто буде грати у серіалі, їм дозволили писати для акторів, що дозволило серіалу стати більш оригінальним вже для наступного епізоду «Diversity Day». Після того, як перший сезон отримав різні відгуки, сценаристи попробували зробити шоу більш оптимістичним, а Майкла більш приємним. Вони також вирішили, що другорядні актори теж повинні мати певні характерні риси і зробити офіс трошки яскравішим, що відрізнило американську версію від британської.
Новак заявив, що одною з найбільших проблем сценаріїв було те, що вони були задовгі для 22-хвилинного епізоду, що привело до багатьох змін. Наприклад, сценарій для епізоду «Search Committee» спочатку був 75 сторінок, з яких 10 були зайвими. Повний сценарій розписують для кожного епізоду «Офіс», проте актори мають право імпровізувати під час процесу зйомки. Фішер сказала, що «шоу прописано на 100 відсотків, вони все викладають на папері. Але нам дозволено трошки погратись. Стів та Рейн є геніальними імпровізаторами». Це призводить до того, що кожен епізод має багато видалених сцен, які вважаються каноном і частиною історії Деніелса. Видалені сцени часто додають в епізоди, які повторюються на каналах, щоб привабити глядачів, які цей епізод вже бачили. Як експеримент, одну видалену сцену з епізоду «The Return» продюсери виклали на сайт NBC.com та на iTunes; у сцені пояснювалась відсутність персонажа у декількох наступних епізодах. Деніелс надіявся, що фани розповсюдять інформацію, але в кінці визнав експеримент невдалим.

### Акторський склад
| Актор              | Роль              |
| ------------------ | ----------------- |
| Стів Карелл        | Майкл Скотт       |
| Рейн Вілсон        | Двайт Шрут        |
| Джон Кразінські    | Джим Гелперт      |
| Дженна Фішер       | Пем Бізлі         |
| Бі Джей Новак      | Раян Говард       |
| Ед Гелмс           | Енді Бернард      |
| Джеймс Спейдер     | Роберт Каліфорнія |
| Леслі Девід Бейкер | Стенлі Гадсон     |

| Актор             | Роль            |
| ----------------- | --------------- |
| Браян Баумгартнер | Кевін Малоун    |
| Кейт Фленнері     | Мередіт Палмер  |
| Анжела Кінсі      | Енджела Мартін  |
| Оскар Нунез       | Оскар Мартінез  |
| Мелора Гардін     | Джен Левінсон   |
| Девід Денман      | Рой Андерсон    |
| Пол Ліберштайн    | Тобі Фландерсон |
| Мінді Калінг      | Келлі Капур     |

| Актор          | Роль          |
| -------------- | ------------- |
| Крід Браттон   | Крід Браттон  |
| Крейг Робінсон | Деррел Філбін |
| Еллі Кемпер    | Ерін Геннон   |
| Зак Вудс       | Гейб Л’юїс    |
| Емі Раян       | Голлі Флекс   |
| Кетрін Тейт    | Неллі Бертрам |
| Кларк Дюк      | Кларк Грін    |
| Джек Лейсі     | Піт Міллер    |

Серіал мав досить унікальний процес вибору акторів. Продюсери питали акторів декілька питань, на які їм потрібно було відповісти як персонажі, яких вони мали б грати. Працівник NBC Кевін Райлі спочатку запропонував Бену Сільверману Пола Джіаматті на роль Майкла Скотта, але актор відмовився. Мартін Шорт, Генк Азарія та Боб Оденкірк також були зацікавленні у ролі. У січні 2004 року журнал Variety опублікував, що Стів Карелл із відомої програми каналу Comedy Central The Daily Show with Jon Stewart був у переговорах із продюсерами «Офіс» щодо ролі Майкла Скотта. Водночас, він був прив'язаний до іншого серіалу NBC Come to Papa, але серіал швидко закрили і Карелл повністю занурився в «Офіс». Карелл заявив, що він бачив тільки половину першого епізоду британської версії серіалу, перед тим як пішов на прослуховування. Він боявся, що буде копіювати риси Джервейса. Рейн Вілсон, якого взяли на роль соціопата, бажаючого влади, Двайта Шрута, подивився кожен епізод британського телесеріалу «Офіс», перед тим як пішов на прослуховування. Вілсон спочатку пішов на прослуховування, щоб дістати роль Майкла, де він грав, за його словами «жахливу карикатуру Рікі Джервейса». Проте його прослуховування на роль Двайта більше сподовалась продюсерам, і йому запропонувати роль Шрута.
| |  |  |
| Джон Кразінські (ліворуч) та Дженна Фішер (праворуч) були невідомими перед тим, як серіал розпочався |  |  |

Джон Кразінські та Дженна Фішер були невідомими перед тим, як вони отримали ролі Джима та Пем, головних любовних інтересів шоу. Кразінські ходив разом до школи із Бі Джей Новаком, а також був його добрим другом. Кразінські ненароком образив Грега Деніелса, перед тим, як пішов на своє прослуховування, кажучи йому «маю надію, (головні продюсери) не зруйнують це шоу». Деніелс пізніше представився Кразінські і пояснив, хто він такий. Фішер підготувалась до прослуховування, виглядаючи як найнудніше як вона могла, тим самим створивши зачіску Пем. Під час інтерв'ю із Fresh Air, Фішер розказала про останні кроки прослуховувань для Пем та Джим, коли продюсери об'єднували різних потенційних Пем та Джим у пари (по чотири кожного), щоб перевірити як вони будуть виглядати разом. Коли Фішер закінчила свою сцену з Кразінські, він сказав їй, що вона була його улюблена Пем, а вона відповіла, що він — її улюблений Джим.
Другорядні актори відомі своєю імпровізацією. Енджела Кінзі, Кейт Фленері, Оскар Нунез, Леслі Девід Бейке, Браян Баумгартнер, Мелора Хардін та Девід Денман. Кінзі спочатку пішла на прослуховування на роль Пем, але продюсери вважали, що вона була занадто «палка» для даного героя і запропонували піти на прослуховування на роль Енджели Мартін, де вона здобула роль. Фленері спочатку пішла на прослуховування на роль Джен Левенсон-Голд, перед тим як отримала роль Мередіт Палмер. Баумгартнер спочатку пішов на прослуховування на роль Стенлі, але його взяли на роль Кевіна. Кен Квапіс полюбив, як Філіс Сміт, яка працювала разом із командою розподілу ролей, читала ролі разом з акторами, які приходили на прослуховування і запропонував їй роль Філіс Лапін-Венс. На початку третього сезону Ед Гелмс та Рашида Джонс стали частиною акторського складу. Джоунс залишила серіал заради ролі у «Парки та зони відпочинку», у лютому 2007 року NBC заявило, що Ед Гелмс стане одним із головних героїв телесеріалу «Офіс».
Чотири сценаристи серіалу також грали у шоу. Бі Джей Новак отримав роль Раяна Говарда, темпорального працівника, після того, як Деніелс побачив його під час його стенд-ап акту. Пол Ліберштейн отримав роль директора відділу кадрів Тобі Флендерсона після того, як Новак почув, як той читає сценарій. Грег Деніелс спочатку не знав, як вжити Мінді Калінг перед камерою, поки не випала можливість у епізоді Diversity Day, коли представник меншини повинен був дати ляпаса Майклу. «Після того ляпаса я була на шоу» (як Келлі Капур), сказала Калінг. Майкл Шур також деколи з'являється перед камерою як кузен Двайта Моуз, а продюсер Леррі Вілмор грав тренера різноманітності містера Брауна. Також були плани, щоб Маккензі Крук, Мартін Фріман та Люсі Дейвіс з британської версії шоу з'явились у третьому сезоні, але ці плани зникли через конфлікти у планах акторів.

### Зйомки

Лого компанії Dunder Mifflin

«Офіс» знімають одною камерою у стилі cinéma vérité, стимулюючи вигляд справжнього документального серіалу, без глядачів та сміху, що дозволяє специфічному абсурдному гумору шоу панувати у його атмосфері. Основною ідеєю шоу є те, що команда з камерою вирішує знімати компанію Dunder Mifflin та її працівників 24 години на добу. Присутність камери визнається різними героями, особливо Майклом Скоттом, який із захопленням бере участь у зйомках. Інші герої, особливо Джим та Пем, часто дивляться у камеру, коли Майкл створює якусь неприємну ситуацію. Головні пригоди шоу герої обговорюють у інтерв'ю, або «зізнаннях», де герої розповідають про події дня одному з членів знімальної бригади. Деколи оператори грають невеличкі ролі у шоу. Наприклад, у епізоді «Fun Run», члени команди були першими, хто дізнався про стосунки Джим та Пем, коли вони зняли як пара цілувалась і машині і після того показали їм це відео. Також у епізоді «Dunder Mifflin Infinity», коли Майкл заїхав своєю машиною в озеро, він змушений допомогти оператору вибратись із машини. У іншому епізоді оператор допомагав Пем знайти докази, що Двайт та Енджела мають романтичні стосунки.
Для того, щоб «Офіс» був схожий на документальний серіал, продюсери найняли кінооператора документальних фільмів Рендела Айнхорна, який відомий своєю роботою над серіалом Survivor, що надало шоу його типовий документальний стиль. Майкл Шур заявив, що продюсери серіалу намагаються як найдетальніше повторити стиль документального серіалу. Продюсери мали довгі дискусії над деякими сценами, чи будуть вони працювати у документальному стилі. Наприклад у епізоді четвертого сезону «Did I Stutter?» сцена, де Майкл проходить великий обхідний шлях, щоб піти в туалет і не потрапити на Стенлі викликала багато дискусій. Продюсери дискутували, чи можливо зняти цю сцену у стилі документального кіно, де оператор проходить крізь всі місця вчасно, щоб зняти всі сцени. Хоча у перших сезонах цей формат сильно підтримували, пізніше оператори почали ходити в місця, куди справжня документальна бригада б не пішла, що трохи змінило стиль написання серіалу. Ця різниця викликала обговорення серед критиків та фанів.

### Музика
Тематичну пісню для «Офіс» написав Джей Фергюсон і її виконала група The Scrantones. Вона грає на початку епізоду під час титрів, де показані будівлі Скрентона та різні «події», які відбуваються в офісі. Деякі епізоди мають скорочену версію пісні. Починаючи з четвертого сезону, музика грає ще під час кінцевих титрів серіалу, які спочатку були супроводжені тишею. Будівлі Скрентона на початку епізоду були зняті Джоном Кразінські. Через псевдодокументальний стиль шоу, епізоди не мають консервованого сміху і більшість музики виходить із радіо чи інших електронних пристроїв або її співають герої. Проте, деякі пісні грають під час різних монтажів або під час титрів у кінці епізоду, наприклад «Tiny Dancer» Елтона Джона («The Dundies») та «Islands in the Stream» Кенні Роджерса та Доллі Партон («E-mail Surveillance»). Музика, яку використовують у серіалі, дуже відома і часто є доповненням до персонажа, наприклад намагання Майкла бути сучасним виявлене у його виборі пісні «Mambo No. 5», а пізніше «My Humps» для свого рінг-тону. Деніелс сказав, що це не враховується як музика до фільму, якщо вона вже була присутня у епізоді.

## Герої
«Офіс» має акторський склад-ансамбль. Багато персонажів серіалу основані на британській версії шоу. Хоча ці герої зазвичай мають такі ж позиції та сприйняття як і їх британські попередники, вони були змінені, щоб краще відповідати американській ментальності. Шоу славиться своїм великим акторським складом, до якого належать багато акторів, які відомі своєю імпровізацією. Стів Карелл грає Майкла Скотта, регіонального менеджера відділення Dunder Mifflin у місті Скрентон. Цей персонаж оснований на Девіді Бренті, герої у британській версії, якого грає Рікі Джервейс. Скотт — самотній та часто неадекватний чоловік, який намагається завоювати прихильність своїх співробітників, розказуючи їм жарти, часто з дуже поганим результатом. Рейн Вілсон грає Двайта Шрута, який оснований на Гареті Кінані, і є асистентом до регіонального менеджера, часто забуває додати «до» до свого титулу. Джон Кразінські грає Джима Гелперта, торгового представника, асистента менеджера і жартівника, який оснований на Тімі Кантербурі та є закоханим у Пем Бізлі, секретарку. Пем, яку грає Дженна Фішер основана на Доун Тінзлі. Вона сором'язлива, але часто допомагає Джиму познущатись з Двайта. Бі Джей Новак грає Раяна Говарда, який у перших двох сезонах був темпоральним працівником, якого пізніше підвищили до торгового представника, який потім стане Віце-Президентом, поки не викриють його зраду компанії і звільнять, після чого він знову став темпоральним працівником.
Департамент бухгалтерії складається із Енджели Мартін, часто сильно стривожену лицемірну християнку, яка бажає, щоб все мало свій порядок та дотримується всіх правил; Кевіна Мелоуна, тупого бухгалтера із зайвою вагою, у якого підліткове почуття гумору та який є залежний від азартних ігор та цукерок M&Ms; зі стриманого та терплячого Оскара Мартінеза, гомосексуальність та походження якого зробили його головною темою жартів Майкла Скотта. Також у офісі працює суворий Стенлі Гадсон, який ледве витримує расистські жарти Майкла (він також ненавидить сидіти у конференц-румі під час Майклових зібрань, часто під час них спить або розв'язує кросворди); ексцентричний представник департаменту забезпечення якості Крід Братон; мила та турботлива Філіс Лепін-Венс, яка вийшла заміж за Боба Венса директора компанії «Холодильники Венса»; грайлива та говірка представниця служби обслуговування клієнтів Келлі Капур; безладна алкогольно-залежна мати-одиначка представниця департаменту доставки Мередіт Палмер; Тобі Флендерсон, службовець служби кадрів, з якого часто знущається Майкл; форман товарного складу Дерил Філбін; колишній наречений Пем та працівник складу Рой Андерсон, якого звільнили у третьому сезоні; колишня кохана Майкла та колишня Віце-Президент регіональних продажів Dunder Mifflin Джен Левенсон. В кінці п'ятого сезону до телесеріалу долучили Ерін Геннон, нову секретарку, яка прийшла на заміну Пем. Гейб Льюїс, який з'явився в кінці шостого сезону працівником компанії Sabre, якого призначили у відділення Скрентон як регіонально директора продажів. У п'ятому сезоні з'явилась Голлі Флекс, яка прийшла як заміна Тобі Флендерсону. Вона стала коханою Майкла, оскільки вони мали дуже багато спільних рис характеру. Роберт Каліфорнія, головний директор Sabre, приєднався до проєкту на початку восьмого сезону і його першим наказом було призначення Енді як нового менеджера Скрентона.
Спочатку акторів, які грали інших працівників офісу було позначено у титрах як актори-гості, але у другому сезоні їх почали називати регулярними акторами серіалу. Великий ансамбль акторів серіалу був позитивно оцінений критиками, також він був двічі нагороджений премією Гільдії кіноакторів у категорії «Найкращий акторський склад у комедійному серіалі». Кареллу платили $175,000 за епізод, починаючи з третього сезону. Кразінські та Фішер спочатку отримували $20,000 за епізод. Починаючи з четвертого сезону вони почали отримувати $100,000 за епізод.

## Сезони
Звичайний епізод триває дещо понад 20 хвилин. Останній епізод другого сезону триває близько 28 хвилин. У третьому сезоні вперше з'явились епізоди, які тривали приблизно 42 хвилини, які могли бути розділені на два прості епізоди.

### Сезон 1
Перший сезон «Офіс» складався із шести епізодів. Серіал розпочався із того, що менеджер відділення Скрентона паперової компанії Dunder Mifflin Майкл Скотт представив працівників офісу для знімальної команди та нового тимчасового працівника офісу Раяна Говарда. Глядачі дізнаються, що Джим Гелперт закоханий у Пем Бізлі (яка допомагає йому знущатись над Двайтом Шрутом), проте яка є зарученою з Роєм Андерсоном (який працює у торговельному складі тої ж компанії). У відділені Скрентона розлітаються чутки, що президенти компанії Dunder Mifflin хочуть зменшити або й цілком закрити Скрентонівське відділення компанії та в офісі починається паніка та постійне відчуття натиску. Майкл проте вирішує не говорити про головну проблему та применшує реальність ситуації, щоб працівники не турбувались та працювали без страху.

### Сезон 2
Другий сезон складається із 22 епізодів, один з яких триває 28 хвилин. Багато працівників, які у першому сезоні працювали лише на тлі, почали отримувати власні історії та характерні риси. Питання про зменшення відділення ще досі стояло невідкритим. Розпочали розвиватись романтичні відносини між деякими працівниками. Майкл проводить ніч із своїм босом Джен, яка напередодні розійшлась, проте не спить з нею. Двайт та Енджела розпочали свій роман, але тримали це у секреті. Келлі почав подобатись Раян і вони почали зустрічатись. Коли Рой вирішує дату його та Пем весілля, Джим впадає у депресію та думає над тим, щоб перевестись у відділення Стемфорда у Конектикуті, але у кінці другого сезону від все ж таки каже Пем про свої почуття, попри те що вона стверджує, що вийде заміж за Роя. Двоє цілуються, але Джим переводиться в інше відділення дні після того.

### Сезон 3
Третій сезон складався із 25 епізодів, 17 з яких були простими ~22 хвилинними епізодами, чотири з яких — ~28 хвилинними, і два — ~40 хвилинними. Джим на деякий час перевівся у відділення Стемфорд, після того, як Пем сказала, що вийде заміж за Роя. Пізніше його відділення об'єднали з відділенням Скрентона. Разом із Джимом до Скрентона перевели і Керен Філіпеллі, якій подобався Джим та схильного до гніву Енді Бернарда. Пем не вийшла заміж за Роя і почала вести самостійний спосіб життя. Її відносини із Джимом та Керен, з якою він почав зустрічатись після того, як два відділення об'єднались, привели до певних незручностей між трьома. Під час цього Двайт та Енджела продовжують свій секретний роман, а відносини між Майклом та Джен приводять до того, що Джен поводиться непрофесіонально на роботі. В останній серії сезону Джим, Керен та Майкл ідуть на інтерв'ю для роботи у корпоративі. Як пізніше виявилось, ця позиція раніше належала Джен, яку звільнили за погане виконання її обов'язків. Джим отримує роботу, але відмовляється від неї, вирішивши поїхати назад у Скрентон без Керен та запросити Пем на побачення, на що вона радісно погоджується. В останній сцені ми дізнаємось, що Раян отримав роботу Джен завдяки тому, що він ходив у школу бізнесу.

### Сезон 4
NBC замовило 30 епізодів телесеріалу, але через страйк сценаристів 2007—2008 року 4 сезон отримав лише 14 епізодів. Сезон складався із 9 простих ~22 хвилинних епізодів та 5 ~42 хвилинних епізодів, з яких було створено матеріал для 19 епізодів. Керен залишила свою позицію у відділенні Скрентона після того, як розійшлась із Джимом та переїхала в Утіку, де стала регіональним менеджером. Пем та Джим нарешті щасливо зустрічаються. безробітня Джен переселяється до Майкла до того, як їхні відносини закінчились посередині сезону. після того, як Двайт приспав кота Енджели (щоб тварина не мучилась) без її дозволу, вона кидає його заради Енді, залишивши Двайта у депресії, з якої він вийшов завдяки Джиму. Раян, який тепер почав жити у корпоративному Нью-Йорку, намагається змодернізувати Dunder Mifflin завдяки новому вебсайту для продажів online; він також дізнається, що його босові Девіду Воллесу більше подобається Джим, тому він намагається знищити кар'єру Джима. Невдовзі Раяна арештовують та звільняють з роботу через те, що він зрадив компанію та вчинив шахрайство, пов'язане із вебсайтом. Тобі, осоромлений тим, що проявив свою симпатію щодо Пем, вирішує переїхати у Коста-Рику. На його місце прийшла Голлі Флекс, яка швидко показує свою симпатію щодо Майкла. Пем вирішує іти за своєю мрією та поступає на курс графічного дизайну в Інституті Пратт на три місяці у Нью-Йорку. В останній серії сезону Енді пропонує Енджелі одружитись, на що вона неохоче погоджується. Філіс пізніше застає Енджелу та Двайта, які займались коханням в офісі.

### Сезон 5
П'ятий сезон складався із 26 епізодів, 24 з яких — ~22 хвилинні, а дві — ~42 хвилинні, один з яких показали одразу після Super Bowl XLIII. Джим освідчується Пем, та вона повертається у Скрентон з Нью-Йорка. Джим купує їй будинок, який колись належав його батькам. Уникнувши в'язниці та виконавши лише комунальні роботи, Раян повертається до Скрентона знову як темпоральний працівник. Майкл зустрічається із Голлі до того, як інші відносини закінчуються через те, що її перевели до Нашуа, Нью-Гемпшир. Коли Енді дізнався про відносини Двайта та Енджели, обидва чоловіки залишають її. Новий віце-президент Чарльз Майнер застосовує новий стиль менеджменту, який не подобається Майклу та через який Майкл відмовляється від посади менеджера. Майкл відкриває нову компанію Michael Scott Paper Company та переконує Пем та Раяна приєднатись до його компанії, і попри те що його бізнесова модель в кінцевому рахунку виявилась нестійкою, доходи Dunder Mifflin різко знизились. Компанія була змушена викупити компанію Майкла, а Раян та Майкл повернулись на свої колишні посади, а Пем назначили як нову представницю торгового відділу. Під час хаосу на колишню роботу Пем була найнята Ерінн Геннон. Остання серія сезону закінчилась натяком на те, що Пем вагітна.

### Сезон 6
Шостий сезон складався із 24 епізодів, 22 з яких — ~22 хвилинні, а дві — ~42 хвилинні. Джим та Пем одружуються та Пем народжує доньку Сесілію Марі Гелперт. Енді та Ерін розвивають взаємний інтерес один до одного, але властива незручність Енді гальмує його спроби запросити її на побачення. Чутки про банкрутство поширюються у відділенні. На Різдво Воллес оголошую, що компанія Sabre Corporation, яка виробляє принтери, вирішила купити Dunder Mifflin. Попри те. що Воллеса та інших працівників корпоративу було звільнено, відділення Скрентона залишили у компанії завдяки високим показникам продажей. В останній серії сезону Двайт викуповає всю офісну будівлю. Майкл погоджується дати інтерв'ю пресі про серію поганих принтерів. Коли Джо Беннет, президент компанії Sabre питається як вона може відплатитись Майклу за зроблену річ, він просить її повернути Голлі до відділення Скрентон.

### Сезон 7
Сьомий сезон складався із 24 епізодів, 22 з яких — ~22 хвилинні, а дві — ~42 хвилинні. Це — останній сезон для Стіва Карелла, який грав головного персонажа Майкла Скотта. Карелл хотів продовжити свою кар'єру і його контракт на серіал закінчувався. На початку сезону Зака Вудса, який грає Гейба Льюїса, підвищили до регулярного актора серіалу. Ерін та Гейб розпочали відносини, на що Енді дуже засмутився і намагався заволодіти її серцем. Колишня кохана Майкла Голлі повертається у Скрентон на місце Тобі, який був присяжним у суді вбивці Душителя Скрентона. Майкл та Голлі знову починають зустрічатись. після того, як Майкл освідчується Голлі, він оголошує, що переїжджає у Колорадо, щоб допомагати батькам Голлі. Після того, як новий шеф (Вілл Ферелл) отримав серйозну травму, Джо вирішує створити комітет пошуку кандидатів на посаду менеджера відділення.

### Сезон 8
Восьмий сезон складався із 24 епізодів. Джеймс Спейдер виконує роль Роберта Каліфорнії, нового президента Dunder Mifflin/Sabre. Енді став новим регіональним менеджером і важко працює, що Роберт його полюбив, і пропонує Двайтові бути його помічником. Пем та Джим очікують свою другу дитину, Філіпа, що збіглось із вагітністю Дженни Фішер. Енджела вагітна своїм першим сином, якого також звати Філіпом, зі своїм чоловіком сенатором Робертом Ліптоном (хоча є цілком імовірно, що Двайт Шрут — справжній батько дитини). Дерилові починається подобатись нова працівниця торговельного складу Вел. Двайта було назначено як головного у справі розробки нового магазину Sabre у Талахасі, Флорида, де він разом із Неллі Бертрам (Кетрін Тейт), Джимом, Раяном, Стенлі та новою працівницею офісу Кеті Сімс впродовж декількох тижнів розв'язувати проблеми організації магазинів. Кеті мала для поїздки інші мотиви — звабити Джима, але їй це не вдається, оскільки Джим кохає Пем та ніколи б не зрадив свою дружину із двома дітьми. Роберт пізніше закриває весь проект, всі їдуть назад у Скрентон, крім Ерін, яка залишається у Флориді, де починає працювати помічницею старшій пані. Енді їде у Флориду, де він признається Ерін у своїх почуттях, що правда дозволяє Неллі зайняти місце менеджера. Роберт сказав Енді, що він знову став простим торговельним представником, але Енді не приймає ці новини та його звільнили з роботи. Енді вирішив повернути Dunder Mifflin у її колишній стан та пропонує Девідові Воллесу викупити Dunder Mifflin від Sabre, через що Sabre збанкрутувало, а Енді отримав свою посаду назад.

### Сезон 9
11 травня 2012 року «Офіс» було оновлено на дев'ятий сезон. Брент Форрестер, який був консультуючим продюсером та сценаристом на шоу починаючи із третього сезону та новий сценарист серіалу Ден Стерлінг будуть новим виконавчими продюсерами, які замінять Пола Ліберштайна та Мінді Калінг, які двоє залишили серіал після восьмого сезону. Розробник серіалу Грег Деніелс має повернутись як головний бос шоу. Кетрін Тейт, яка з'явилась у серіалі у другій половині восьмого сезону повернеться у дев'ятому сезоні.